# Day Peckinpaugh
Le Day Peckinpaugh est un bateau à moteur de canal historique amarré au chantier naval Matton sur Peebles Island, à Cohoes dans le comté d'Albany, dans l'État de New York.

## Historique
Day Peckinpaugh a été construit en 1921 par la McDougall Duluth Shipbuilding Company (en) à Duluth, dans le Minnesota. I fut le premier bateau spécialement conçu et construit pour le New York State Canal System, le successeur du Canal Érié. Le navire s'appelait à l'origine ILI 101 d'après le premier propriétaire du navire, Interwaterways Lines Inc. de New York. Le navire a été le premier spécialement conçu pour sillonner les eaux libres des Grands Lacs ainsi que les écluses étroites et les voies navigables peu profondes du canal des barges. Le Day Peckinpaugh est également le dernier navire survivant d'une flotte de plus de 100 navires de ce type qui transportait autrefois du fret du haut Midwest jusqu'au port de New York.
D'une longueur de 79 m et d'une largeur de 11 m, il fait partie des plus grands bateaux à opérer sur le système de canaux de New York où la zone maximale disponible pour les navires dans une écluse est de 91 m de long sur 13,30 m de large. Avec une cale de 4,30 m de profondeur  et une capacité de charge de 1 650 t, le Day Peckinpaugh était bien adapté comme vraquier quie transportait du blé, des graines de lin, du seigle, du sucre, et dans les premières années de la fonte brute.
ILI 101 avait été rebaptisé Richard J. Barnes en 1922 pour honorer l'homme qui a commandé le navire à l'origine.

## Service de la Seconde Guerre mondiale
Pendant la Seconde Guerre mondiale, le Richard J. Barnes a été enrôlé dans l'United States Merchant Marine pour transporter du charbon et ravitailler les cargos le long de la côte est des États-Unis. Au cours de son service dans la marine marchande, il a été attaqué par un sous-marin allemand qui a tiré une torpille ; celle-ci était passée sous le navire en raison de son faible tirant d'eau de 2,10 m.
En 1958, le navire a été vendu à Erie Navigation et modernisé pour transporter du sable et du gravier. Le navire a de nouveau été renommé, devenant 'Day Peckinpaugh, en l'honneur de l'homme du même nom, frère du joueur et manager des Yankees de New York, Roger Peckinpaugh (en).

## Service ultérieur
Le navire a été converti en un transporteur de ciment sec à déchargement automatique en 1961 et utilisé pour transporter du ciment d'Oswego à Rome (New York) jusqu'à sa retraite en 1994. Le Day Peckinpaugh était le dernier transporteur commercial automoteur régulier sur le canal des barges.

## Restauration
En 2005, Day Peckinpaugh a été sauvé de la casse par un partenariat de musées et de sociétés de préservation des canaux et subit un nettoyage, une peinture, une restauration et des tests approfondis de ses moteurs. Plus de 3 millions de dollars ont été promis pour restaurer et convertir Day Peckinpaugh en une salle de classe flottante et un musée qui mettra en valeur l'histoire et le patrimoine du canal Érié et des Grands Lacs. Fin 2011, le ministère de l'Éducation de l'État de New York a reçu une subvention de 191.000 $ pour équiper Day Peckinpaugh afin qu'il serve d'établissement d'enseignement multirégional. La restauration a été achevée en 2012. Le Day Peckinpaugh est le plus grand artefact de la collection du New York State Museum.

### Tentative de naufrage
Le 8 mars 2010, Guy J. Pucci, un ancien employé de l'État de 35 ans a été arrêté après avoir presque complètement coulé le navire alors qu'il était amarré à l'écluse n°2 du canal en cours de restauration. Il est monté à bord du navire et a ouvert des vannes pour inonder le navire dans le but de le saborder. Le navire a subi des dommages importants en raison de l'inondation, et les réparations ont été estimées à plus de 10 000 $.
Pucci travaillait à bord de Day Peckinpaugh depuis juillet 2009, mais son poste d'assistant de maintenance avait pris fin le 25 février 2010. Le 15 septembre 2010, il a été condamné à une peine de prison et à cinq ans de probation, y compris un tribunal de traitement de la toxicomanie, après avoir plaidé coupable à une accusation de méfait criminel au troisième degré.

## Préservation
Le navire a été inscrit au Registre national des lieux historiques le 28 décembre 2005. Au moment de son inscription, il était situé à Lockport dans le comté de Niagara mais sa base d'attache entre les voyages et pour l'entretien est à Cohoes.
Day Peckinpaugh et le remorqueur Urger de 1901, en tant que navires toujours en activité, sont devenus des ambassadeurs mobiles du New York State Canal System.

## Galerie

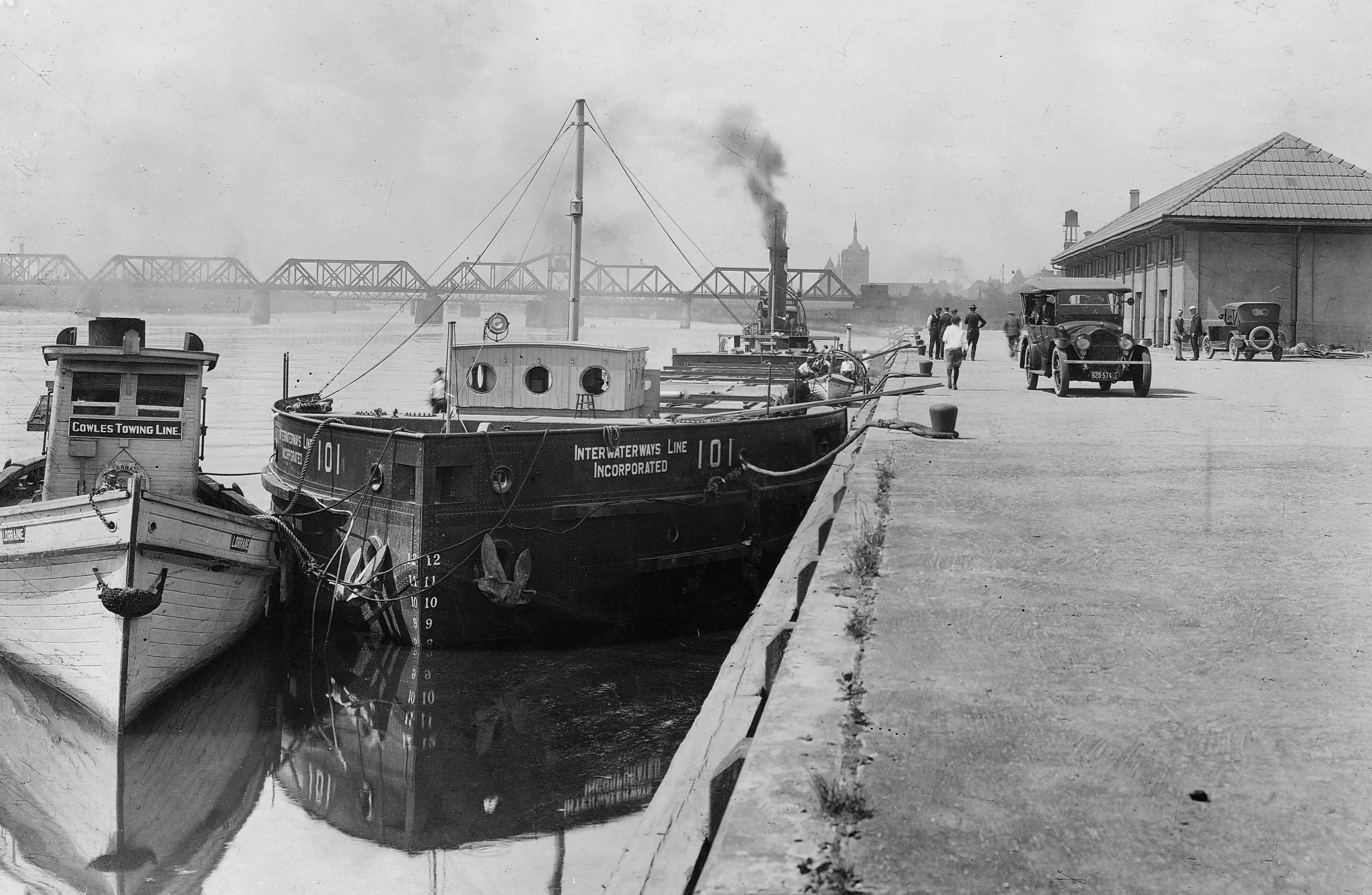
Day Peckinpaugh en 1922
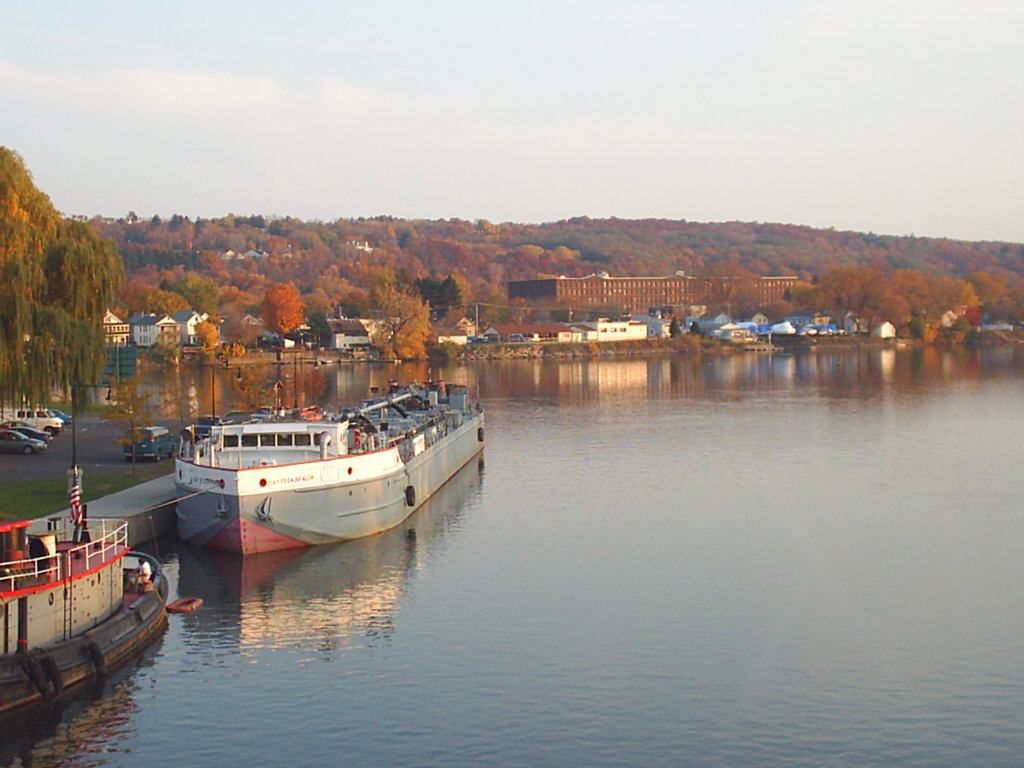
Day Peckinpaug avec le remorqueur Urger